# Régiments d'infanterie français d'Ancien Régime (Q)
Cet article présente la liste des régiments d'infanterie français d'Ancien Régime, commençant par la lettre Q.

## Q
- Régiment de Quercy

Le régiment est créé sous ce titre, le 16 septembre 1684. Le 30 juillet 1715 il reçoit l'incorporation d'une partie du régiment de Vallouze (1708-1715). Il prend le nom de régiment de Rohan-Soubise le 7 mai 1776.

Régiment de Quercy
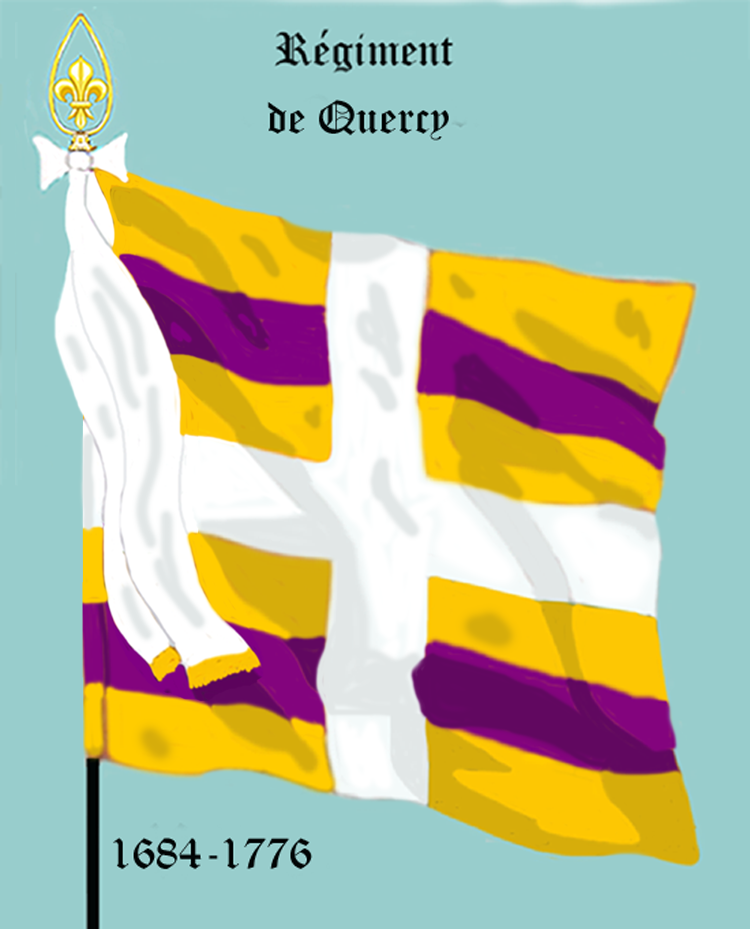
de 1684 à 1776

- Régiment de Quincé

Le régiment est levé le 10 février 1635, sur le pied de 12 compagnies, par Joachim, comte de Quincé, dans le cadre de la guerre de Trente Ans. En 1635, le régiment est envoyé au secours puis à la retraite de Mayence. Il est en garnison à Guise de 1636 à 1640 année ou il participe au siège d'Arras, à la bataille de Rocroi au siège de Gravelines en 1644, aux prises de Mardyk et de Béthune en 1645 puis aux sièges de Courtrai et de Dunkerque en 1646. Il est affecté à l'armée d'Italie en 1648, et participe à la bataille de Crémone. Il rejoint l'armée de Picardie en 1649, et se trouve aux sièges de Condé et de Cambrai. De 1650 à 1652 le régiment est en garnison à Caen puis il est envoyé rejoindre, en 1653, l'armée de Piémont avec laquelle il se trouve au combat de La Roquette. Il assiste au siège de Pavie en 1655, siège de Valenza en 1656, siège de Mortara en 1658. Le régiment est licencié le 12 décembre 1659.